# Secuencia de Alcuino
En matemáticas, la secuencia de Alcuino, llamada así por el monje y maestro Alcuino de York,  es una sucesión entera de coeficientes de la serie de potencias expansión de la siguiente expresión:
{\displaystyle {\frac {x^{3}}{(1-x^{2})(1-x^{3})(1-x^{4})}}=x^{3}+x^{5}+x^{6}+2x^{7}+x^{8}+3x^{9}+\cdots .}
La secuencia comienza con estos números enteros:
0, 0, 0, 1, 0, 1, 1, 2, 1, 3, 2, 4, 3, 5, 4, 7, 5, 8, 7, 10, 8, 12, 10, 14, 12, 16, 14, 19, 16, 21
El n-ésimo término es el número de triángulos con lados enteros y perímetro n, así como el número de triángulos con lados enteros diferentes y perímetro n + 6, es decir, el número de triples (a, b, c) así como 1 ≤ a < b < c < a + b, a + b + c = n + 6.
Si se eliminan los tres ceros iniciales, la solución es entonces el número de formas en que n toneles vacíos, n toneles medio llenos de vino y n toneles totalmente llenos pueden ser distribuidos a tres personas de tal manera que cada uno consigue la misma cantidad de toneles y la misma cantidad de vino.